# Кедон
Кедон — река в России, на севере Дальнего Востока, левый приток Омолона. Протекает по территории Северо-Эвенского района Магаданской области.
Гидроним имеет юкагирское происхождение и вероятно означает «река людей».

## География
Кедон берёт начало на северном склоне хребта Молькаты. Течёт в северном направлении вдали от населённых пунктов. По берегам реки произрастают лиственичные леса. Устье реки находится на 499-м км левого берега реки Омолон.
Длина реки — 296 км, площадь водосборного бассейна — 10 300 км².

### Притоки
Основные притоки: Бургачан, Новая, Омкучан, Левый Кедон, Туманная, Тик, Проточная.